# Фанстиль, Егор Иванович
Егор Иванович Фанстиль (1815—1895)— сенатор, тайный советник.

## Биография
Родился в Риге 26 марта (7 апреля) 1815 года. Отец — балтийский немец Иоган-Сигизмунд Фанстиль (?—1830). 
В 1838 году окончил кандидатом юридический факультет Санкт-Петербургского университета, в службе с 18 августа 1838 года; 4 декабря 1846 года был произведён в коллежские советники, 4 декабря 1850 года — в статские советники. Был помощником старшего чиновника II-го отделения Собственной Его Императорского Величества канцелярии (в 1850—1860), затем — старший чиновник этого отделения. 
В действительные статские советники был произведён 17 мая 1858 года, в тайные советники — 17 апреля 1870 года. 
С 20 апреля 1880 года назначен присутствовать в Правительствующем сенате. В 1892 году был награждён орденом Св. Александра Невского. Жил в Санкт-Петербурге на казённой квартире; жена владела дачей в Санкт-Петербургском уезде.
Умер в Санкт-Петербурге 10 (22) июня 1895 года в Санкт-Петербурге. Похоронен на кладбище Новодевичья монастыря.

## Награды
- орден Св. Владимира 4-й ст. (1845)
- орден Св. Анны 2-й ст. (1848; императорская корона — в 1860)
- орден Св. Владимира 3-й ст. (1864)
- орден Св. Станислава 1-й ст. (1867)
- орден Св. Анны 1-й ст. (1878)
- орден Св. Владимира 2-й ст. (1874)
- орден Белого орла (1878)
- орден Св. Александра Невского (1892)

## Семья
Был женат на сестре Юрия Николаевича Поггенполя, Марии Николаевне (7.03.1823, Флоренция — 10.08.1905, Санкт-Петербург). Их дети:
- Алексей (25.01.1852—15.07.1884)
- Александр (28.10.1853—29.07.1882)
- Сергей (13.08.1859—10.10.1874).